# Chantraines
Chantraines ist eine französische Gemeinde mit 201 Einwohnern (Stand: 1. Januar 2022) im Département Haute-Marne in der Region Grand Est. Sie gehört zum Kanton Bologne und zum Arrondissement Chaumont. 

## Lage
Die Gemeinde Chantraines liegt 20 Kilometer nordöstlich von Chaumont. Sie ist umgeben von folgenden Nachbargemeinden: 
| Rochefort-sur-la-Côte | Andelot-Blancheville                        |                      |
| Briaucourt            | Kompassrose, die auf Nachbargemeinden zeigt | Andelot-Blancheville |
| Darmannes             | Mareilles                                   | Cirey-lès-Mareilles  |

## Bevölkerungsentwicklung

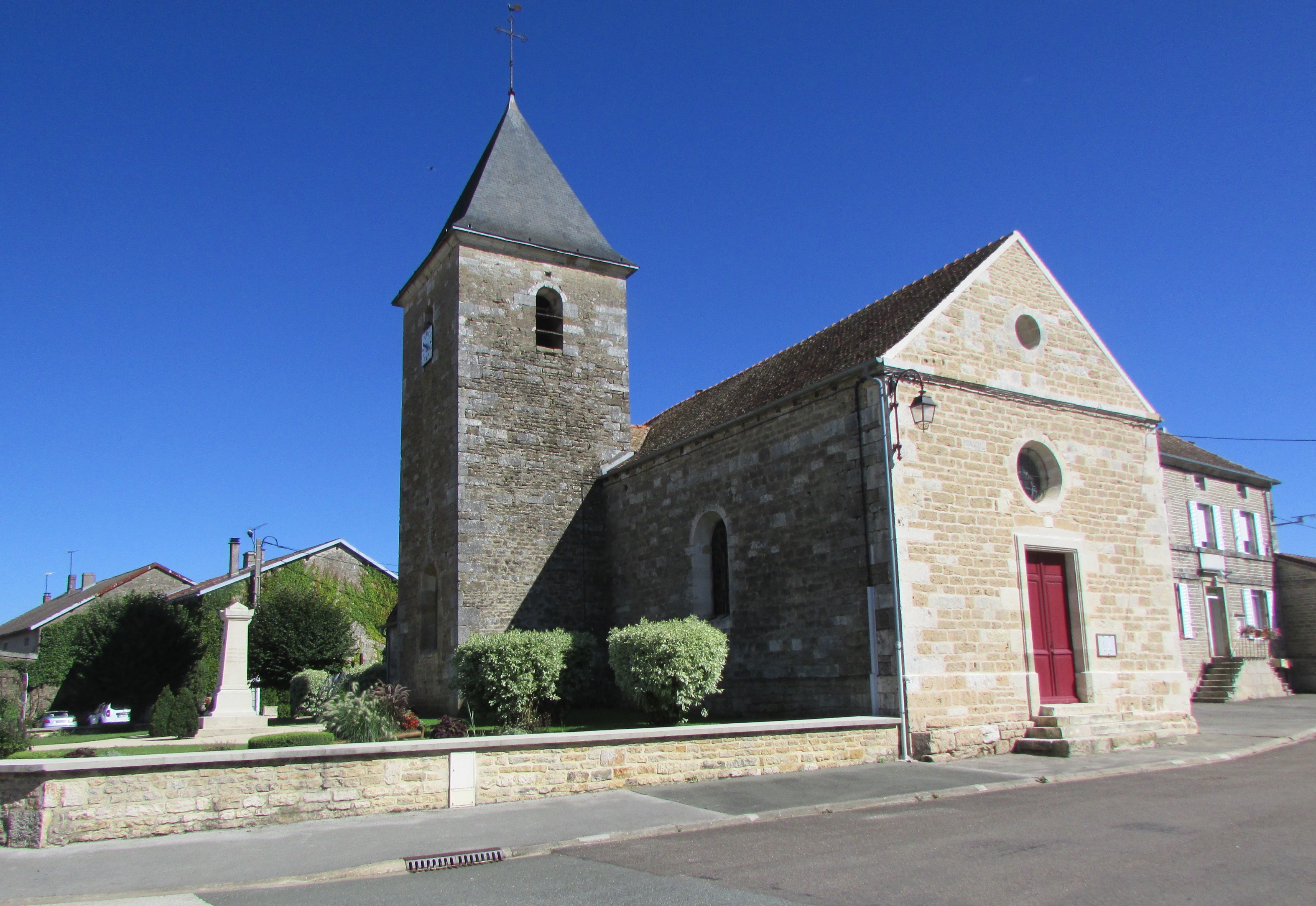
Kirche Notre-Dame-de-la-Nativité

| Jahr                       | 1962 | 1968 | 1975 | 1982 | 1990 | 1999 | 2008 | 2019 |
| -------------------------- | ---- | ---- | ---- | ---- | ---- | ---- | ---- | ---- |
| Einwohner                  | 244  | 228  | 203  | 201  | 191  | 178  | 232  | 226  |
| Quellen: Cassini und INSEE |      |      |      |      |      |      |      |      |